# Trận Hồng Kông

Trận Hồng Kông (8-25 tháng 12 năm 1941), được biết đến với tên gọi là Phòng thủ Hồng Kông hay Hồng Kông thất thủ là một trong những trận đánh đầu tiên của Chiến tranh Thái Bình Dương trong Chiến tranh thế giới thứ hai. Vào buổi sáng cùng ngày khi cuộc tấn công Trân Châu Cảng diễn ra, các lực lượng Đế quốc Nhật Bản đã tấn công vào Hồng Kông mà không tuyên chiến với Đế quốc Anh. Lực lượng đồn trú Hồng Kông bao gồm các đơn vị Anh, Ấn Độ và Canada cũng là Đơn vị Phòng vệ Phụ trợ và Quân đoàn Phòng vệ Tình nguyện Hồng Kông (HKVDC).
Trong vòng một tuần, lực lượng đồn trú đã từ bỏ 2 trong số 3 vùng lãnh thổ của Hồng Kông (Cửu Long và Tân Giới) trên đất liền, và chưa đầy 2 tuần sau, lãnh thổ cuối cùng của họ là đảo Hồng Kông không thể giữ vững được nữa, họ đã đầu hàng.

## Bối cảnh
Mối đe doạ từ Nhật Bản bắt đầu kể từ khi Hiệp ước Liên minh Anh-Nhật kết thúc vào năm 1921, và mối đe doạ đó ngày càng gia tăng trong suốt những năm 1930 cùng với sự leo thang của cuộc Chiến tranh Trung-Nhật lần thứ hai. Ngày 21 tháng 10 năm 1938, quân Nhật đánh chiếm Quảng Châu và Hồng Kông bị bao vây. Các nghiên cứu quân sự của Anh kết luận rằng Hồng Kông sẽ cực kỳ khó phòng thủ trong trường hợp Nhật Bản tấn công, nhưng vào giữa những năm 1930, công việc cải tiến hệ thống phòng thủ bắt đầu từ việc xây dựng phòng tuyến Gin Drinker. Đến năm 1940, người Anh quyết định giảm số lượng quân phòng thủ Hồng Kông. Đại tướng Không quân Robert Brooke-Popham, Tổng Tư lệnh của Bộ Tư lệnh Viễn đông Anh lập luận rằng quân tiếp viện hạn chế có thể cho phép quân đồn trú trì hoãn một cuộc tấn công của Nhật Bản, giành nhiều thời gian cho những nơi khác.Winston Churchill và bộ tổng tham mưu đặt tên Hồng Kông là một tiền đồn, và quyết định không gửi thêm quân tiếp viện. Vào tháng 9 năm 1941, họ đảo ngược quyết định của mình và lập luận rằng quân tiếp viện bổ sung sẽ cung cấp một giải pháp để chống lại cuộc xâm lược của người Nhật và trấn an nhà lãnh đạo Trung Quốc là Tưởng Giới Thạch rằng người Anh rất nghiêm túc trong việc bảo vệ các thuộc địa của mình.
Kế hoạch phòng thủ Hồng Kông là tiến hành trì hoãn đà tiến quân của Nhật Bản ở Tân Giới và bán đảo Cửu Long để tạo cơ hội cho việc phá huỷ các cơ sở hạ tầng quan trọng ở đó. Phòng tuyến Gin Drinker dự kiến sẽ trụ vững trong ít nhất ba tuần sau đó các lực lượng bảo vệ sẽ rút về đảo Hồng Kông, là nơi sẽ được phòng thủ và việc sử dụng cảng bị từ chối cho tới khi quân tiếp viện có thể đến từ Singapore hoặc Philippines.
Theo các tài liệu lịch sử từ Học viện Quân sự Hoa Kỳ:"Việc người Nhật kiếm soát Quảng Châu, đảo Hải Nam, Đông Dương thuộc Pháp và Formosa hầu như đã định sẵn cho số phận của Hồng Kông truóc khi phát súng nổ ra". Quân Anh ở Hồng Kông đã đánh giá thấp khả năng của các lực lượng quân sự Nhật Bản và hạ thấp các đánh giá rằng người Nhật đặt ra một mối đe doạ nghiêm trọng là "không yêu nước" và "không phục tùng". Lãnh sự Hoa Kỳ Robert Ward, quan chức cấp cao nhất của Hoa Kỳ được cử đến Hồng Kông trong giai đoạn trước khi chiến sự nổ ra, đã đưa ra lời giải thích trực tiếp cho sự sụp đổ nhanh chóng của hệ thống phòng thủ ở Hồng Kông bằng cách nói rằng cộng đồng người Anh địa phương đã không chuẩn bị đầy đủ cho bản thân hoặc dân chúng Trung Quốc cho chiến tranh bên cạnh việc nêu bật thái độ định kiến của chính quyền cai trị Anh tại Hồng Kông: "Một số người trong số họ (những người Anh cai trị) đã thẳng thắn nói rằng họ thà giao lại hòn đảo cho người Nhật hơn là giao nó cho người Trung Quốc, theo đó họ muốn nói hơn là sử dụng người Trung Quốc để bảo vệ thuộc địa, họ sẽ giao nó cho người Nhật". Đại tá Reynolds Condon, một trợ lý tuỳ viên quân sự của Quân đội Hoa Kỳ, người đã chứng kiến trận chiến và bị người Nhật bắt làm tù binh, đã viết lên những quan sát của mình về sự chuẩn bị của quân đội trước khi bắt đầu chiến sự và về việc thực hiện các hoạt động sau đó.

## Lực lượng hai bên

### Đế quốc Nhật Bản

#### Lực lượng trên bộ
- Tập đoàn quân 23

Tư lệnh: Trung tướng Takashi Sakai
Tham mưu trưởng: Thiếu tướng Tadamichi Kuribayashi
Phó Tham mưu trưởng: Thiếu tướng Keishichiro Higuchi
- Sư đoàn Bộ binh 38

Tư lệnh: Trung tướng Tadayoshi Sano
- Sở chỉ huy tiền phương của Sư đoàn Bộ binh 38 (Thiếu tướng  Takeo Itō)

Trung đoàn Bộ binh 228 (Đại tá Sadashichi Doi)
Trung đoàn Bộ binh 229 (Đại tá Ryosaburo Tanaka)
Trung đoàn Bộ binh 230 (Đại tá Toshinari Shōji)
Trung đoàn Pháo Sơn chiến 38 (Đại tá Takekichi Kamiyoshi)
Trung đoàn Công binh 38 (Trung tá Tsuneō Iwabuchi)
Trung đoàn Vận tải 38 (Trung tá Shūichi Yabuta)
Trung đoàn Công binh Độc lập 19 (Trung tá Shoshirō Inukai)
Trung đoàn Công binh Độc lập 20 (Đại tá Kiyoshi Suzukawa)
Đại đội 2, Trung đoàn Công binh Độc lập 14 (Thiếu tá Eiichi Kusagi)
Tiểu đoàn Súng cối Độc lập 21 (Thiếu tá Shigeo Okamoto)
Đơn vị thông tin liên lạc (Thiếu tá Ryōichi Itō)
- Biệt đội Araki (Đại tá Masatoshi Araki)

Trung đoàn Bộ binh 66-Thiếu 1 Đại đội
- Lực lượng đi kèm

Trung đoàn Pháo sơn chiến Độc lập 10 (Đại tá Rikichirō Sawamoto)
Tiểu đoàn Pháo sơn chiến Độc lập 20 (Trung tá Jirō Kajimatsu)
Tiểu đoàn Súng bắn nhanh 2 (Trung tá Takeo Ōno)
Tiểu đoàn Súng bắn nhanh 5 (Thiếu tá Jirō Aoki)
- Cụm Pháo binh 1 (Trung tướng Kaneo Kitajima)

Trung đoàn Pháo hạng nặng 1 (Đại tá Masayoshi Hayakawa)
Trung đoàn Pháo dã chiến hạng nặng 14 (Đại tá Takeaki Satō)
Tiểu đoàn Pháo hạng nặng Độc lập 2 (Thiếu tá Kiyotoshi Kanamaru)
Tiểu đoàn Pháo hạng nặng Độc lập 3 (Trung tá Hitomi Kanmei)
Tiểu đoàn Cối hạng nặng 2 (Thiếu tá Deiichi Namimatsu)

##### Các đơn vị hỗ trợ khác
- Đội Thiết giáp (Đại uý Jūrō Atami)
- Trung đoàn Vận tải 3 (Trung tá Otokazu Kobayashi)-Chỉ có 3 đại đội
- Đại đội Vận tải Độc lập 19
- Đại đội Vận tải Độc lập 20
- Đại đội Vận tải Độc lập 21
- Đại đội Vật liệu Vượt sông 1, Sư đoàn Bộ binh 9 (Trung uý Hiroshi Furumori)
- Đại đội Vật liệu Vượt sông 2, Sư đoàn Bộ binh 9 (Trung uý Eda Asao)
- Đội Vũ khí (Đại uý Sadaharu Koide)
- Đại đội Vũ khí hoá học 5 (Đại uý Magosaburō Suzuki)
- Đại đội Vũ khí hoá học 18 (Trung uý Isamu Morimoto)
- Đội thú y (Thiếu tá Jiro Hayashi)
- Bệnh viện Dã chiến 1 (Bác sĩ Thiếu tá Toshimi Suzuki)
- Bệnh viện Dã chiến 2 (Bác sĩ Thiếu tá Takuzō Itō)
- Đại đội Vận chuyển Bồ câu Dã chiến
- Trung đội MP Nam Trung Quốc (Thiếu tá Kennosuke Noma)
- Đơn vị Quân y
- Đơn vị Quân y, Sư đoàn Bộ binh 51 (Đại tá Otokazu Hattori)-chỉ còn 1/3 đơn vị
- Đơn vị Tiếp liệu và Cung cấp Nước sạch Dã chiến 17
- Đơn vị Thông tin Liên lạc
- 2 Trung đội Vô tuyến điện
- 1 Trung đội Liên lạc Điện thoại

#### Lực lượng hải quân
- Hạm đội Trung quốc 2

Tư lệnh: Phó Đô đốc Masaichi Niimi
Tham mưu trưởng: Chuẩn tướng Yasuo Yasuba
- Kamikawa Maru

2 Thuỷ phi cơ Kawanishi E7K
3 máy bay ném ngư lôi Kugisho B3Y

##### Cụm bắn phá
- Isuzu
- Tsuga
- Ikazuchi
- Inazuma
- Kasasagi
- Hiyodori
- Kari
- Kiji
- Tosho Maru

##### Cụm tấn công
- Uji
- Hashidate
- Saga
- Arashiyama Maru
- Tsukushi Maru
- Asashi Maru
- Momo Maru
- Ryujin Maru
- Choun Maru No. 7
- Shinsei Maru
- Sozan Maru
- Azuchi Maru
- San Luis Maru
- Shinko Maru
- Toen Maru

#### Lực lượng không quân
- Đơn vị không quân của Tập đoàn quân 23, Cụm Không quân 1
  - Phi đội Bay Sentai 45 (Đại tá Shuji Habu)-29 máy bay Kawasaki Ki-32
  - Phi đội Độc lập Chutai 10 (Thiếu tá Akira Takatsuki)-13 máy bay Nakajima Ki-27
  - Phi đội Độc lập Chutai 18 (Đại uý Minoru Kobayashi)-3 máy bay Mitsubishi Ki-15
  - Phi đội Độc lập 44 (Đại uý Yoshio Naito)-6 máy bay Tachikawa Ki-36
  - Tiểu đoàn Không quân Dã chiến 47 (Thiếu tá Sadayu Uemura)
  - Đại đội Không quân Dã chiến 67, Tiểu đoàn Không quân Dã chiến 67 (Đại uý Nobunaga Kodama)
  - Đại đội Không quân Dã chiến 57 (Trung uý Mitsuhiro Makita)
- Phi đội Bay Sentai 14
- Cụm Không quân Kanoya

### Khối Thịnh vượng chung Anh
- Đồn binh Hồng Kông:

Tư lệnh: Thiếu tướng Christopher Maltby
Trợ lý phụ tá và Thị trưởng: Chuẩn tướng Andrew Peffers
Sĩ quan Tham mưu: Đại tá Lancey Newnham

#### Lực lượng trên bộ
- Tiểu đoàn 2, Trung đoàn Hoàng gia Scotland (Trung tá Simon E. H. E. White)
- Tiểu đoàn 1, Trung đoàn Middlesex (Trung tá Henry W. M. Stewart)
- Đơn vị Súng trường Hoàng gia Canada (Trung tá William J. Home)
- Đơn vị Lính ném lựu Winnipeg (Trung tá John L. R. Sutcliffe)
- Tiểu đoàn 5, Trung đoàn Rajput 7 (Trung tá John. Cadogan-Rawlinson)
- Tiểu đoàn 2, Trung đoàn Punjab 14 (Trung tá Gerald R. Kidd)
- Trung đoàn Hồng Kông Trung Hoa (Thiếu tá H. W. A. Mayer)
- Quân đoàn Phòng vệ Tình nguyện Hồng Kông (Đại tá Henry B. Rose):

Đại đội Bộ binh 1-7
Khẩu đội Pháo 1-5
Đại đội Công binh Dã chiến
Thông tin liên lạc
Trung đội Thiết giáp
Đại đội Quân nhu Lục quân
Đơn vị công văn
Cụm Hughes
Đơn vị Quân y Dã chiến (Trung tá Lindsay Ride)
Cấp cứu St. John
- Pháo binh Hoàng gia (Chuẩn tướng Tom McCleod)
  - Trung đoàn Pháo phòng thủ bờ biển 8, Pháo binh Hoàng gia (Trung tá Shelby Shaw):

Khẩu đội Pháo phòng thủ bờ biển 12 (Thiếu tá W. M. Stevenson)
Khẩu đội Pháo phòng thủ bờ biển 30 (Thiếu tá C. R. Templer)
Khẩu đội Pháo phòng thủ bờ biển 36 (Đại uý W. N. J. Pitt)
- Trung đoàn Pháo phòng thủ bờ biển 12, Pháo binh Hoàng gia (Thiếu tá Richard L. J. Penfold):

Khẩu đội Pháo phòng thủ bờ biển 24 (Đại uý E. W. S. Anderson)
Khẩu đội Pháo phòng thủ bờ biển 26 (Trung uý A. O. G. Mills)
- Trung đoàn Pháo phòng không 5, Pháo binh Hoàng gia (Trung tá Fred D. Field):

Khẩu đội 7
Khẩu đội Pháo phòng không hạng nhẹ 17
Khẩu đội Pháo phòng không hạng nhẹ 18
Khẩu đội HKVDC 5
- Khẩu đội Phòng thủ, Pháo binh Hoàng gia Hồng Kông-Singapore (Thiếu tá Basil T. C. Forrester)
- Trung đoàn 1, Pháo binh Hoàng gia Hồng Kông-Singapore (Thiếu tá John C. Yale)

Khẩu đội Pháo sơn chiến 1
Khẩu đội Pháo sơn chiến 2
Khẩu đội Pháo hạng trung 3
Khẩu đội Pháo hạng trung 4
Khẩu đội Pháo hạng trung 25
Khẩu đội Pháo phòng thủ bờ biển 26
Khẩu đội Pháo phòng không 17
- Công binh Hoàng gia (Đại tá Esmond H. M. Clifford)

Sở chỉ huy Pháo đài Công binh
Đại đội Pháo đài 22, Công binh Hoàng gia (Thiếu tá D. C. E. Grose)
Đại đội Pháo đài 40, Công binh Hoàn gia (Thiếu tá D. I. M. Murray)

##### Lữ đoàn
- Lữ đoàn Bộ binh Cửu Long (Chuẩn tướng Cedric Wallis)
- Lữ đoàn Bộ binh Hồng Kông (Chuẩn tướng J. K. Lawson)

#### Lực lượng hải quân

##### Hải quân Hoàng gia
Tư lệnh: Đại uý Alfred C. Collinson
- Biệt đội Thuỷ quân Lục chiến Hoàng gia (Thiếu tá Farrington)
- HMS Tamar (đóng ở cảng)
- HMS Thracian (Thuyền trưởng Arthur Luard Pears)
- HMS Scout (Thuyền trưởng Hedworth Lambton)
- HMS Thanet (Thuyền trưởng Bernard Davies)
- HMS Tern (Thuyền trưởng John Douglas)
- HMS Robin (Thuyền trưởng Hugh M. Montague)
- HMS Redstart (Thuyền trưởng Henry C. S. Collingwood-Selby)
- HMS Cicala (Thuyền trưởng John C. Boldero)
- HMS Moth (Thuyền trưởng R. C. Creer)
- Lực lượng Dự bị Tình nguyện Hải quân Hoàng gia Hồng Kông (Trung uý R. J. D. Vernall)
- Dịch vụ Điều dưỡng Hải quân Hoàng gia Alexandra
- Quân cảnh Xưởng Hải quân Hoàng gia
- Quân đoàn Phòng vệ Xưởng đóng tàu Hồng Kông (Thiếu tá D. Campbell)

Tàu tuần tra phụ trợ:
- APV Minnie
- APV Margaret
- APV St. Aubin
- APV St. Sampson
- APV Indira
- APV Henriette
- APV Shun Wo
- APV Han Wo
- APV Frosty
- APV Poseidon
- APV Ho Hsing
- APV Teh Hsing
- APV Chun Hsing
- APV Perla

Các tàu nhỏ:
- APV Stanley
- APV Britannia
- HMS Barlight
- HMS Aldgate
- HMS Watergate
- HMS Cornflower
- Tàu chở vũ khí hải quân Gatling
- Jeanette
- RFA Ebonol
- C410
- Tàu quét mìn Man Yeung
- HMT Alliance
- Poet Chaucer
- Waterboat Wave
- SS Matchlock
- Tàu Diesel Ah Ming

Đội tàu MTB 2 (Thuyền trưởng Gerrard H. Gandy)
- MTB 07 (Thuyền trưởng R. R. W. Ashby)
- MTB 08 (Thuyền trưởng L. D. Kilbee)
- MTB 09 (Thuyền trưởng A. Kennedy)
- MTB 10 (Thuyền trưởng G. H. Gandy)
- MTB 11 (Thuyền trưởng C. J. Collingwood)
- MTB 12 (Thuyền trưởng J. B. Colls)
- MTB 26 (Thuyền trưởng D. W. Wagstaff)
- MTB 27 (Thuyền trưởng T. M. Parsons)

##### Hải thuyền
- SS An Jou
- SS Apoey
- SS Ben Nevis
- SS Cheng Tu
- SS Fausang
- SS Fook On
- SS Glen Moor
- SS Henry Keswick
- SS Hsin Fuli
- SS Kanchow
- SS Kau Tung
- SS Mausang
- SS Nanning
- SS Patricia Moller
- SS Shun Chih
- SS Soochow
- SS St. Vincent De Paul
- SS Tai Ming
- SS Taishan
- MV Tantalus
- SS Tung On
- SS Whithorn
- SS Yat Shing

#### Lực lượng Không quân
- Không lực Hải quân, Hải quân Hoàng gia (Trung uý P. J. Milner-Barry)

Supermarine Walrus L2259
Supermarine Walrus L2819
- Căn cứ Không quân Hồng Kông, Không quân Hoàng gia (Chỉ huy Humphrey G. Sullivan)

Vickers Vildebeest K2924
Vickers Vildebeest K2818
Vickers Vildebeest K6370
- Phi đội HKVDC (Chỉ huy Donald "Sammy" Hill)

1 Chiếc Avro 621 Tutor
2 Chiếc Hornet Moth
2 Chiếc Cadet biplanes

## Trận chiến

### Cửu Long và Tân Giới
Phòng thủ ở Tân Giới là Tiểu đoàn 2, Hoàng gia Scotland ở phía Tây, Punjab 2/14 ở trung tâm và Rajput 5/7 ở phía Đông. Ở phía trước là một đội hình mỏng gồm bộ binh Punjab 2/14 được hỗ trợ bởi 4 xe thiết giáp Bren và 2 xe thiết giáp khác cùng công binh tại Sheung Shui và Tai Po. Vào lúc 04:45 ngày 8 tháng 12 (theo Giờ Hồng Kông), tức là khoảng 2.5 tiếng đồng hồ sau cuộc tấn công Trân Châu Cảng (xảy ra vào lúc 07:49 theo Giờ Hawaii hoặc 02:19 theo Giờ Hồng Kông ngày hôm sau vì múi giờ quốc tế) Đài Phát thanh Tokyo thông báo rằng chiến tranh sắp nổ ra và Tướng Maltby cùng Thống đốc Young đã được thông báo. Vào lúc 05:00, các kỹ sư công binh đã cho phá huỷ các cây cầu trên các tuyến đường mà người Nhật có thể sử dụng.
Quân đội Nhật Bản đã tập trung lực lượng ở phía Bắc sông Sham Chun kể từ đầu tháng 12. Quân Nhật bắt đầu tấn công vào lúc 06:00 khi các Trung đoàn Bộ binh Nhật Bản 230, 229 và 228 (được sắp xếp từ tây sang đông) vượt qua sông Sham Chun. Ở hướng tây, Trung đoàn 230 tiến về phía Yuen Long, vịnh Castle Peak và Tai Mo Shan. Ở hướng trung tâm, Trung đoàn 229 tiến từ Sha Tau Kok về phía Chek Nai Ping và vượt qua Tide Cove đến Tai Shui Hang. Ở hướng đông, Trung đoàn 228 vượt qua Lok Ma Chau và Lo Wu và tiến về phía Lam Tsuen và Đồi Needle.
Vào lúc 08:00, Không quân Nhật Bản bắt đầu ném bom sân bay Kai Tak. Hai trong số ba chiếc Vildebeest và hai chiếc Walruses đã bị phá huỷ bởi cuộc ném bom của 12 máy bay ném bom Nhật Bản. Cuộc không kích cũng phá huỷ một số máy bay dân dụng bao gồm tất cả trừ hai chiếc máy bay được sử dụng bởi đơn vị không quân của Quân đoàn Phòng vệ Tình nguyện Hồng Kông. RAF và các nhân viên của đơn vị không quân từ đó đã chiến đấu với tư cách là bộ binh. Máy bay dân sự "Hong Kong Clipper" của Hãng hàng không Pan-Am đã bị trong cuộc ném bom đó. Quân Nhật cũng tiến hành ném bom vào doanh trại Sham Shui Po nhưng chỉ gây thiệt hại tối thiểu.
Các cuộc trao đổi hoả lực quan trọng đầu tiên là vào lúc 15:00 khi Tiểu đoàn 2/14 Punjab giao chiến trực tiếp với quân Nhật đã vượt qua Đồng bằng Laffan. Tiểu đoàn 2/14 Punjab đã tiêu diệt một số trung đội Nhật Bản vào lúc 18:30 ngay phía nam Tai Po và các xe thiết giáp của HKVDC và xe thiết giáp Bren cũng giao tranh thành công với quân Nhật. Bất chấp những thành công này, Tiểu đoàn 2/14 Punjab đã rút về phía Đồi Grassy vào buổi chiều để tránh bị tiêu diệt và quân Nhật tiến xuống đường Tai Po về phía Sha Tin. Đêm hôm đó, tất cả các đơn vị được lệnh rút về Phòng tuyến Gin Drinker.
Vào ngày 9 tháng 12, Tiểu đoàn Hoàng gia Scotland 2 được trấn giữ ở phía tây, một đại đội dự bị của Tiểu đoàn Rajputs 5/7 đã tiến về phía trước đến đồi Smuggler, HKVDC đã tiến hành trấn giữ Fo Tan và Tiểu đoàn Punjab 2/14 trấn giữ ở Tide Cove. Đến 13:00, Trung đoàn 228 Nhật Bản đã đến Đồi Needle và chỉ huy trung đoàn, Đại tá Doi quyết định trinh sát khu vực Shing Mun Redoubt thuộc Phòng tuyến Gin Drinker mà ông nhận định là chưa thể tấn công ngay được. Mặc dù khu vực năm ngoài ranh giới hoạt động trung đoàn của mình, ông đã lên kế hoạch tấn công và bắt đầu di chuyển vào vị trí của mình. Khu vực này được trấn giữ bởi Đại đội A, Tiểu đoàn 2 Hoàng gia Scotland được bổ sung bởi các đơn vị khác với tổng sức mạnh là 3 sĩ quan và 39 quân. Lực lượng bảo vệ và Đại đội D gần đó, Tiểu đoàn 5/7 Rajputs đã tiến hành tuần tra ở phía bắc khu vực và xung quanh Đồi Needle nhưng không phát hiện ra 2 tiểu đoàn Nhật Bản trong khu vực hoặc lực lượng tấn công gồm 150 người đã vượt qua Đập Jubilee và ở ngay vị trí bên dưới một chiếc hộp phòng thủ. Lúc 23:00, lực lượng bảo vệ phát hiện ra sự di chuyển và nổ súng khi quân Nhật bắt đầu tấn công. Khi quân Nhật dần dần vượt qua khu phức hợp chiến hào và đường hầm, nhiều người trong số lực lượng bảo vệ cảm thấy mình bị nhốt trong trạm quan sát pháo binh (OP). Hộp phòng thủ 402 đã bị phá huỷ bởi Công binh Nhật Bản lúc 02:30 ngày 10 và phần còn lại của Trung đoàn 228 tham gia cuộc tấn công di chuyển qua khu vực và tiến vào thung lũng, tuy nhien họ chạm trán Tiểu đoàn 5/7 Rajputs đang di chuyển để hỗ trợ. Tiểu đoàn 5/7 Rajputs đã buộc quân Nhật phải quay trở lại khu vực. Quân Nhật cuối cùng đã tiêu diệt OP, bắt sống 15 người sống sót. Pháo binh tại đảo Stonecutter và núi Davis đã liên tục bắn phá khu vực cho đến 05:00, chỉ trừ một vị trí mà quân Anh giữ vững cho đến chiều còn lại khu vực này chính thức thất thủ. Quân Nhật chỉ mất 2 người trong cuộc tấn công trên.
Lúc 21:30 vào ngày 9, các tàu HMS Thanet và HMS Scout đã được lệnh rời khỏi Hồng Kông để đến Singapore, trốn thoát thành công khỏi cuộc phong toả của Hải quân Đế quốc Nhật Bản. Chỉ còn lại một khu trục hạm, HMS Thracian, nhiều pháo hạm và một đội tàu phóng ngư lôi. Từ ngày 8 đến ngày 10 tháng 12, 8 người Mỹ cộng với một số phi công người Trung Quốc của Hãng Hàng không Quốc gia Trung Quốc (CNAC) và phi hàng đoàn của họ đã thực hiện 16 phi vụ giữa sân bay Kai Tak và các bãi đáp ở Namyung và Trùng Khánh, thủ đô thời chiến của Trung Hoa Dân quốc. Các phi hành đoàn đã sơ tán thành công 275 người bao gồm bà Tống Khánh Linh, phu nhân của Tôn Trung Sơn và Bộ trưởng Tài chính Khổng Tường Hy.
Vào ngày 10 tháng 12, Trung đoàn 228 Nhật Bản tiếp tục tiến quân vào Shing Mun trong khi gửi các đội tuần tra nhỏ dọc theo phần còn lại của chiến tuyến, nếu không họ sẽ không tận dụng được thành công của họ. Maltby coi việc mất đồn nhỏ này sẽ làm suy yếu toàn bộ tuyến phòng thủ và ra lệnh cho Tiểu đoàn Hoàng gia Scotland 2 tiến hành phản công vào rạng sáng ngày 11, nhưng chỉ huy của họ là Trung tá S. White từ chối với lý do cuộc phản công này không có cơ hội thành công.
Vào lúc bình minh ngày 11 tháng 12, Trung đoàn 228 Nhật Bản tấn công vào Đồi Golden và đối đầu với Tiểu đoàn 5/7 Rajputs được hỗ trợ hoả lực từ HMS Cicala. Đại đội D, Tiểu đoàn 2 Hoàng gia Scotland tiến hành phản công và giành lại được ngọn đồi. Vào giữa trưa, Maltby đã quyết định rằng Tân Giới và Cửu Long là không thể phòng thủ được nữa và việc bảo vệ đảo Hồng Kông là ưu tiên hàng đầu, nên đã ra lệnh sơ tán tất cả lực lượng của mình. Các công việc phá huỷ đã được thực hiện và Tiểu đoàn Hoàng gia Scotland 2 cùng lực lượng hỗ trợ rút về phía nam đến Doanh trại Sham Shui Po và bến tàu Jordan, trong khi Tiểu đoàn 5/7 Rajputs rút về Ma Yau Tong, nơi họ sẽ trấn giữ bán đảo Devil's Peak để bảo vệ con đường nhỏ hẹp Lye Moon. Các khẩu pháo trên đảo Stonecutter đã bị phá huỷ và căn cứ đã bị bỏ trống vào đêm hôm đó.
Cũng vào sáng ngày 11, quân Nhật đổ bộ lên đảo Lamma và bị các khẩu pháo của Khẩu đội Jubilee và Khẩu đội Aberdeen tấn công. Chiều hôm đó, phía Nhật Bản cố gắng đổ bộ gần đảo Aberdeen nhưng lại bị đánh đuổi bởi hoả lực súng máy.
Tiểu đoàn 2/14 Punjab gia nhập vào Tiểu đoàn Rajputs trên tuyến phòng thủ Ma Yau Tong, nhưng trong cuộc hành quân của họ vào đêm 11/12 tháng 12 đã bị tách ra, với một nhóm đến khu vực Đỉnh Quỷ trong khi nhóm kia xuống Kai Tak và hành quân vào Cửu Long vào sáng ngày 12, nơi họ bị Trung đoàn 230 Nhật Bản xâm nhập vào khu vực. Quân Punjab đã chiến đấu theo cách của họ xuống Tsim Sha Tsui và được Star Ferry sơ tán. HMS Tamar bị đánh đắm tại cảng để ngăn chặn việc sử dụng nó bởi quân Nhật. Vào đêm ngày 12, Tiểu đoàn 5/7 Rajputs rút khỏi Ma Yau Tong xuống bán đảo Devil's Peak và vào lúc 04:00 ngày 13, họ bắt đầu lên thuyền để đến đảo Hồng Kông và việc sơ tán được hoàn thành vào sáng ngày 13 tháng 12 năm 1941.

### Đảo Hồng Kông
Maltby tiến hành tổ chức phòng thủ hòn đảo, chia lực lượng bảo vệ thành 2 phần là Lữ đoàn phía Đông và Lữ đoàn phía Tây. Lữ đoàn phía Tây dưới quyền chỉ huy của Chuẩn tướng John K. Lawson sở chỉ huy đặt tại nơi cao nhất thuộc khoảng trống Wong Nai Chung, một tuyến đường chiến lược giữa phía bắc và phía nam hòn đảo. Lữ đoàn phía Tây bao gồm Tiểu đoàn 2/14 Punjab bảo vệ bờ biển từ Vịnh Causeway đến Belcher's Point; lực lượng Lính ném lựu đạn Winnipeg phòng thủ góc tây nam hòn đảo và sở chỉ huy của Lawson; Trung đoàn Middlesex bị phân tán trên 72 hộp phòng thủ dọc theo bờ biển; Tiểu đoàn Hoàng gia Scotland 2 được HKVDC củng cố trở thành lực lượng dự bị tại khoảng trống Wanchai; và HKVDC có các đại đội tại High West, Núi Davis, Khẩu đội Pinewood, Magazine Gap, Jardine's Lookout và Căn cứ Hải quân Aberdeen. Lữ đoàn phía Đông dưới quyền chỉ huy của Chuẩn tướng Cedric Wallis sở chỉ huy đặt tại Tai Tam Gap. Lữ đoàn phía Đông bao gồm Tiểu đoàn 5/7 Rajputs trấn giữ các hộp phòng thủ dọc theo bờ biển phía đông bắc cùng với một đại đội và sở chỉ huy của họ đặt tại ngọn đồi ở phía sau Xưởng tàu Taikoo và một đại đội dự bị ở Tai Hang; Tiểu đoàn Súng trường Hoàng gia Canada trấn giữ phía đông bắc hòn đảo đến tận Stanley; và hai đại đội của HKVDC ở Tai Tam và Pottinger Gap.
Vào sáng ngày 13 tháng 12, một phái đoàn Nhật Bản đã vượt qua cảng để đưa ra các điều khoản đầu hàng, nhưng bị từ chối. Quân Nhật sau đó bắt đầu bắn phá bằng pháo binh vào hòn đảo vô hiệu hoá một trong những khẩu pháo 9.2 inch trên Núi Davis và bắn trúng Pháo đài Belcher ở Pok Fu Lam. Vào ngày 14, pháo binh Nhật đã phá huỷ một khẩu pháo 3 inch tại Núi Davis. Vào ngày 15, pháo binh Nhật chuyển mục tiêu sang các hộp phòng ngự và các vị trí phòng thủ khác dọc theo bờ biển. Phía Nhật Bản đã thực hiện 6 cuộc không kích vào các vị trí ở phía Tây đảo và thiệt hại do bom đã buộc quân Anh phải từ bỏ Khẩu đội Pinewood.
Vào sáng ngày 17, quân Nhật một lần nữa đưa ra các điều khoản đầu hàng nhưng một lần nữa lại bị từ chối. Đêm đó, một đội trinh sát từ Trung đoàn 229 Nhật Bản đã khám phá thành công khu vực Taikoo. Quân Nhật bắt đầu di chuyển đến gần hòn đảo hơn so với Sở chỉ huy Tập đoàn quân 23 tại Tai Po và Sư đoàn 38 gần Kai Tak.
Vào ngày 18 tháng 12, cường độ bắn phá hòn đảo của quân Nhật tăng lên và kho chứa dầu trở thành mục tiêu bắn phá. Quân Nhật đã tổ chức thành hai đơn vị tấn công: đơn vị tấn công phía tây bao gồm Trung đoàn 228 và 230 và sẽ rời khỏi khu vực Kai Tak; và đơn vị tấn công phía đông bao gồm Trung đoàn 229 (thiếu 1 tiểu đoàn và được tổ chức như một sư đoàn dự bị) và sẽ rời khỏi khu vực Devil's Peak. Mệnh lệnh tấn công ban hành vào lúc 18:00 và lúc 20:00, đợt tấn công đầu tiên chính thức bắt đầu được thực hiện bởi Trung đoàn 228 và 230, cả hai trung đoàn này tiến về phía Xưởng tàu Taikoo và nhà máy lọc đường với sự yểm trợ hoả lực từ pháo binh. Khi họ đến gần bờ biển, những chiếc thuyền chở quân bị chiếu sáng bị đèn rọi và Tiểu đoàn 5/7 Rajputs bắt đầu khai hoả vào những chiếc thuyền này. Những chiếc thuyền bị bắn hạ nằm rải rác trên bờ biển và cả hai chỉ huy đều bị thương nên Đại tá Doi băng qua với làn sóng thứ hai để đảm nhận quyền chỉ huy cuộc tấn công. Lúc 21:40, pháo binh bắt đầu bắn phá các mục tiêu xa hơn trên bờ và đến 21:45, Trung đoàn 230 đổ bộ lên North Point, tiếp theo là Trung đoàn 228. Lúc 21:38, Trung đoàn 229 đổ bộ lên Sai Wan và Trung đoàn 229 đổ bộ lên Vịnh Aldrich. Đến nửa đêm, tất cả 6 tiểu đoàn Nhật Bản đều đã lên bờ, nhưng lại bị chặn lại bởi hàng rào dây thép gai, hoả lực từ Tiểu đoàn 5/7 Rajputs và sự nhầm lẫn chung trong các hoạt động ban đêm. Quân Nhật cuối cùng đã di chuyển vào bờ áp đảo Tiểu đoàn Rajputs, bỏ qua hoặc tiêu diệt các cứ điểm mạnh khi họ tiến quân về phía vùng đất cao. Maltby tin rằng cuộc đổ bộ chỉ gồm hai tiểu đoàn và là một sự chuyển hướng cho một cuộc tấn công trực tiếp qua cảng vào Victoria đã gửi quân tiếp viện tối thiểu để ngăn chặn bất kỳ cuộc tiến quân về phía tây của quân Nhật về phía Victoria và 5 chiếc xe thiết giáp thuộc HKVDC để bảo vệ sở chỉ huy Lữ đoàn phía Đông.
Trung đoàn 230 di chuyển về phía tây hướng về phía Victoria nhưng đã bị chặn lại bởi một lực lượng thuộc HKVDC, Pháp Tự do và một đơn vị hỗn hợp trong Trạm phát điện North Point do Thiếu tá John Johnstone Paterson chỉ huy. Với sự hỗ trợ từ đài phát thanh vô tuyến điện, Maltby đã gửi một chiếc xe thiết giáp thuộc HKVDC và một trung đội từ Trung đoàn 1 Middlesex, nhưng họ đã bị phục kích trên đường đi và chỉ có 9 người đến được trạm. Quân Nhật sau đó đã ra lệnh cho pháo binh bắn phá vào trạm và những người lính bảo vệ còn sống sót rút lui lúc 01:45 tiếp tục chiến đấu với quân Nhật trên Đường Electric và Đường King cho đến khi tất cả đều bị giết hoặc bị bắt.
Sáng sớm ngày 19 tháng 12, Tiểu đoàn 3 Trung đoàn 229 Nhật Bản bắt đầu di chuyển về phía Núi Parker, trong khi đó Tiểu đoàn 2 Trung đoàn 229 di chuyển về phía đông nam hướng về công sự Lyemun. Trung đoàn 229 giáp chiến với một trung đội Súng trường Hoàng gia được phái đến để kiểm tra Đại đội A thuộc Tiểu đoàn Rajputs và sau đó nhanh chóng áp đảo đồn binh Fort. Trung đoàn 229 sau đó chiếm được Khẩu đội Sai Wan giết chết 6 xạ thủ từ Khẩu đội Phòng không 5 HKVDC và sau đó dùng lưỡi lê giết chết 20 tù binh, chỉ còn lại 2 người sống sót. Lực lượng Súng trường Hoàng gia đã cố gắng tái chiếm Pháo đài Sai Wan dưới thời Victoria với 2 trung đội, nhưng không thể leo lên được các bức tường và mất 9 người. Một đại đội từ Tiểu đoàn 2 Trung đoàn 229 tham gia Hội Thương gia ở Shau Kei Wan, nơi đang được sử dụng làm trạm thay đồ và họ tiến hành đồ sát tất cả những người bên trong, tuy nhiên có 4 người sống sót. Theo Đại uý Stanley Martin Banfill của Lực lượng Súng trường Hoàng gia, người đã chứng kiến lính của mình bị xử tử, một sĩ quan cấp cao của Nhật Bản tuyên bố rằng "Mệnh lệnh là tất cả những người bị bắt giữ đều phải chết". Phần còn lại của Trung đoàn 229 giáp chiến với Đại đội C, Súng trường Hoàng gia những người đã gây ra thương vong nặng nề, nhưng người Nhật đã có thể vượt qua quân Canada trong khi cũng gây ra tổn thất nặng nề buộc Đại đội C phải rút lui chỉ để lại Đại đội A trên Núi Parker. Đến 03:00, một trung đội từ Đại đội D được phái đến để tiếp viện trên Núi Parker, nhưng họ bị lạc trong buổi tối và chỉ đến lúc 07:30 họ chỉ tìm thấy hơn 100 quân Nhật trên Núi Parker và Đại đội A rút lui và vì vậy Núi Parker đã bị bỏ lại cho người Nhật. Ngoài tổn thất bộ binh của Lữ đoàn phía Đông, các khẩu đội pháo phòng thủ bờ biển tại eo D'Aguilar và eo Collinson bị bỏ rơi, trong khi một số khẩu pháo thuộc Khẩu đội 965 bị phá huỷ do nhầm lẫn hoặc để lại cho quân Nhật. Wallis dời sở chỉ huy của mình từ khoảng trống Tai Tam về Stanley.
Tại khu vực Lữ đoàn phía Tây, Lawson đã cử 3 trung đội từ Lực lượng lính ném lựu đạn Winnipeg tiến về phía trước để ngăn chặn cuộc tiến công của quân Nhật khỏi các địa điểm đổ bộ của họ, đã triển khai một trung đội trên mỗi Đài quan sát Jardine và Núi Butler và một trung đội tiến về phía Đường Wong Nei Chung Gap. Trong khi đó, Tiểu đoàn 3 Trung đoàn 230 đang tiến dọc theo Sir Cecil's Ride về phía Đài quan sát Jardine, Tiểu đoàn 2 Trung đoàn 230 tiến về phía Đài quan sát Jardine, Tiểu đoàn 2 Trung đoàn 228 tiến ở phía bên kia của Đài quan sát Jardine, Tiểu đoàn 1 Trung đoàn 228 di chuyển qua Quarry Gap và Tiểu đoàn 3 Trung đoàn 229 tiến lên con đường Tai Tam Reservoir. Quân Nhật quét sạch các đơn vị bộ binh yếu ớt và trong khi các hộp phòng thủ gây thương vong, người Nhật đã có thể vượt qua các cứ điểm mạnh như vậy và chiếm được Đài quan sát Jardine. Vào lúc 06:20, Hộp phòng thủ PB1 bị Đại đội 3 đánh chiếm, HKVDC đã khai hoả vào khoảng 400 quân Nhật tiến dọc theo Sir Cecil's Ride. Một số tiểu đoàn Nhật Bản tiến dọc theo lưu vực đã chiếm đuọc các vị trí phòng không trên đường Tai Tam Reservoir phía đông Wong Nei Chung Gap, sau một trận giáp chiến dữ dội. Vào sáng sớm, Lawson đã đưa Đại đội A, Lính ném lựu đạn Winnipeg để tái chiếm lại Đài quan sát Jardine và sau đó họ đã thành công, nhưng chỉ trong vài giờ trước khi ngọn đồi thất thủ sau một cuộc bắn phá dữ dội từ pháo binh và các cuộc tấn công trực diện từ Trung đoàn 230 và 228 Nhật Bản. Quân Nhật tiến xuống từ Wong Nei Chung Reservoir và tấn công đồn cảnh sát và Postbridge House tại đỉnh Wong Nei Chung Gap. Đến 07:00, Tiểu đoàn 3 Trung đoàn 230 áp sát sở chỉ huy của Lữ đoàn phía Tây, Maltby đã phái Đại đội A, Tiểu đoàn 2 Hoàng gia Scotland để tăng cường cho họ tiếp cận đường Wong Nei Chung Gap, nhưng chr có 15 người vượt qua được trong khi một nhóm thuỷ thủ tiếp cận từ phía nam vào con đường Repulse Bay cũng bị phục kích. Tiểu đoàn 3 Trung đoàn 230 đã quét sạch các vị trí phía nam và phía đông của sở chỉ huy bất chấp hoả lực từ pháo binh HKSRA ở Thung lũng Happy. Vào lúc 10:00, Lawson đã gửi một bản vô tuyến điện rằng sở chỉ huy của mình đã bị bao vây và mình đang cố gắng phá vây để thoát ra ngoài, ông cùng với bộ tham mưu của mình sau đó đã bị trúng hoả lực súng máy Nhật Bản từ bên kia khoảng trống và Lawson trọng thương sau đó qua đời trên ngọn đồi phía sau boongke của mình. Đến giữa trưa, chỉ còn lại Đại đội D, Lính ném tạc đạn Winnipeg và các kỹ sư Anh và Trung Quốc trấn giữ các vị trí phía trên Sở chỉ huy Lữ đoàn phía Tây, trong khi Hộp phòng thủ PB1 và PB2 ở sườn phía dưới của Đài quan sát Jardine tiếp tục kháng cự.
Lúc 08:45, 6 tàu phóng ngư lôi tập trung ngoài khơi Đảo Green và sau đó di chuyển về phía đông theo cặp tiến vào cảng Hồng Kông để tấn công các tàu chở quân Nhật Bản qua cảng. Khi chúng đến gần Vịnh Cửu Long, MTB số 7 đã tấn công 3 tàu Nhật Bản, đánh chìm 2 chiếc và làm hư hại những chiếc khác trước khi bị hoả lực Nhật Bản vô hiệu hoá và được MTB số 2 kéo đi. MTB số 9 đã làm hư hại thêm 4 tàu khác Nhật Bản.
Lúc 13:30, Maltby ban hành Lệnh Chiến dịch số 6 cho một cuộc phản công cung bắt đầu lúc 15:00. Các Đại đội A và D, Tiểu đoàn 2/14 Punjab đã tấn công về phía đông hướng về phía North Point để giải vây cho HKVDC vẫn đang cầm cự ở đó, tuy nhiên lệnh này đã không bao giờ đến được tay họ. Sở chỉ huy Đại đội, Lính ném tạc đạn Winnipeg, phần còn lại Tiểu đoàn 2/14 Punjab và Tiểu đoàn 2 Hoàng gia Scotland sẽ tấn công về phía đông từ Middle Gap về phía Wong Nei Chung Gap, nhưng Tiểu đoàn Hoàng gia Scotland đã đến muộn và vì vậy Đại đội Sở chỉ huy di chuyển dọc theo phía trước của Núi Nicholson một cách riêng biệt. Đại đội D, Tiểu đoàn 2 Hoàng gia Scotland và Đại đội D, Lính ném tạc đạn Winnipeg sau đó được lệnh tiến lên đường Wong Nei Chung Gap, nhưng lại bị trúng hoả lực của Nhật Bản từ Đài quan sát Jardine và bị giam chân trong suốt thời gian còn lại của ngày. Đến 18:00, PB1 và PB2 bị bỏ hoang. Lúc 22:00, một cuộc phản công của Nhật Bản vào Núi Butler đã bị đẩy lùi bởi Đại đội A, Lính ném tạc đạn Winnipeg.
Vào lúc 20:00 ngày 20, Tiểu đoàn Hoàng gia Scotland đã tấn công đồn cảnh sát ở Wong Nei Chung Gap, nhưng đã bị đẩy lùi như mọi cuộc tấn công khác một giờ sau đó. Một cuộc tấn công khác nhắm vào Đài quan sát Jardine được thực hiện bởi Đại đội C, Tiểu đoàn Hoàng gia Scotland 2 cũng thất bại. Maltby ra lệnh cho Đại đội Sở chỉ huy, Lính ném tạc đạn Winnipeg tiến vào Wong Nei Chung Gap, nhưng lại hứng chịu thương vong nặng nề trước khi bị chặn lại cách con đường 300m, sau đó họ di chuyển trở lại dọc theo Black's Link và chạm trán với khoảng 500 quân Nhật chưa sẵn sàng cho chiến đấu và tiến hành tấn công họ. Vào lúc 15:00, sau khi hết sạch đạn dược, Đại đội A, Lính ném tạc đạn Winnipeg trên Núi Butler đã đầu hàng, tuy nhiên trong một cuộc trao đổi hoả lực cuối cùng, Thượng sĩ John Robert Osborn đã dùng thân mình che quả lựu đạn của Nhật Bản, nhờ hành động hy sinh tính mạng mà sau đó ông đã được truy tặng Huân chương Chữ thập Victoria. Đến 17:45, các đơn vị của HKVDC dưới sự chỉ huy của Thiếu tá Edward De Vere được lệnh tấn công đồn cảnh sát. Cuộc tấn công này đã thành công và đơn vị đã tìm cách tái chiếm đồn cảnh sát, nhưng chỉ trong vài giờ cho đến khi quân Nhật chiếm được đồn cảnh sát khi quân tiếp viện từ Stanley Gap (tên trước đây của Đường Tai Tam Reservoir) đến.
Tân chỉ huy của Lữ đoàn phía Tây, Đại tá H.B. Rose của HKVDC đã lên kế hoạch tái chiếm lại Khoảng trống bằng cách sử dụng Tiểu đoàn 2 Hoàng gia Scotland và Lính ném tạc đạn Winnipeg. Đại đội B, Lính ném tạc đạn Winnipeg được đưa đến từ Pok Fu Lam vào buổi chiều, nhưng không thể xác định được vị trí của Tiểu đoàn 2 Hoàng gia Scotland đã di chuyển một cách khó hiểu ra khỏi sườn phía đông của Núi Nicholson. Sự nhầm lẫn này cho phép Đại tá Doi ra lệnh cho 3 đại đội thuộc Tiểu đoàn 1, Trung đoàn 228 tiến chiếm Núi Nicholson vào buổi chiều dưới sự che chở của một cơn giông bão. Đại đội B, Lính ném tạc đạn Winnipeg di chuyển thành 2 hàng trong bóng tối và cơn mưa xung quanh phía bắc và phía nam của Núi Nicholson, gặp nhau phía trên khoảng trống sẽ là điểm khởi đầu cho cuộc tấn công vào ngày hôm sau. Tuy nhiên, sau đó họ đã chạm trán với quân Nhật và tất cả sĩ quan và NCO và 29 người khác hứng chịu thương vong và họ đã rút lui xung quanh phía bắc của Núi Nicholson.
Ở những nơi khác vào ngày 20, các Tiểu đoàn 2 và 3, Trung đoàn 229 đã tiến xuống Đường Tytam và chiếm được tuyến đường X, Đồi Red và Đồi Bridge. Họ chiếm giữ khẩu đội pháo 4.5 inch tại Đồi Red, nơi đã bị bỏ rơi vào ngày hôm trước. Một số ít thường dân Anh có mặt tại trại bơm gần đó đã bị bịt mắt và bị giết bằng lưỡi lê tại bãi biển trước trạm bơm. Trong khi đó, quân Nhật ở khu vực phía nam Hồ chứa Tai Tam và vào những ngọn đồi phía trên Vịnh Repulse, nơi họ đã gặp một đại đội từ Súng trường Hoàng gia và 2 trung đội HKVDC đang chuẩn bị tấn công về phía Wong Hei Chung Gap từ Đồi Violet. Maltby đã gửi Đại đội A, Tiểu đoàn 2/14 Punjab để hỗ trợ các lực lượng trong Vịnh Repulse, nhưng họ đã chạm trán phải một lực lượng Nhật Bản trên Đồi Shouson và buộc phải rút lui với chỉ huy của họ là Đại tá Kidd tử trận. Xa hơn về phía đông, Tiểu đoàn 1 (Trung đoàn 229) và Tiểu đoàn 2 (Trung đoàn 228) tiến từ Tai Tam và Sai Wan về phía Stanley. HMS Cicala vốn đang bắn pháo hỗ trợ tại Vịnh Deep Water đã bị máy bay ném bom Nhật Bản tấn công và bị chìm tại Eo biển Lamma.
Lúc 09:15 vào ngày 21, Wallis đã phát động một cuộc tấn công mới vào Tai Tam để cố gắng tiếp cận Wong Nei Chung Gap, cùng với Đại đội D, Súng trường Hoàng gia, Đại đội 1, HKVDC, một bộ phận đội súng trung liên và 2 xe thiết giáp Bren tiến công từ Stanley Mound. Họ nhanh chóng bị trúng hoả lực súng cối Nhật Bản từ Đồi Red và sau đó bị bộ binh tấn công từ Tiểu đoàn 1 (Trung đoàn 229) và Tiểu đoàn 1 (Trung đoàn 230) trên Đồi Bridge và Đồi Red. Đến 14:00, các lực lượng Khối Thịnh vượng chung đã chiếm được Đồi Bridge, tuyến đường X và Đồi Red. Quân Nhật nhanh chóng vội vã tiếp viện từ Tai Tam Gap, chẳng hạn như 2 xe tanket Type 94. Những chiếc xe tanket này bị bắn bởi một khẩu súng máy của Anh trên Đồi Bridge, và những chiếc xe tanket đã rút lui về Tai Tam Gap. Ngay cả khi đạt được thành công, đến 17:00, tất cả sĩ quan trong lực lượng phản công Khối Thịnh vượng chung đã bị thương và lực lượng buộc phải rút về phía Stanley. Trên bờ biển phía bắc của Trung đoàn 230 đẩy về phía tây đến Công viên Victoria, trong khi pháo binh Nhật bắn phá Xưởng Hải quân. Maltby ra lệnh tấn công thêm vào Wong Nei Chung Gap bởi một lực lượng bao gồm 4 trung đội, nhưng khi sở chỉ huy nhìn thấy lực lượng Nhật Bản trong khu vực, ông đã huỷ bỏ cuộc tấn công này.
Vào ngày 22, Tiểu đoàn 2 (Trung đoàn 229) di chuyển về phía tây từ Đồi Shouson và chiếm được PB14 trên bờ Vịnh Deepwater từ các đơn vị của Trung đoàn 1 Middlesex và sau đó tiến hành chặt đầu tất cả tù binh. Hai tiểu đoàn thuộc Trung đoàn 229 đã tấn công Khách sạn Vịnh Repulse trong khi Tiểu đoàn 1 (Trung đoàn 229) và Tiểu đoàn 1 (Trung đoàn 230) đã đẩy tàn dư của Lữ đoàn phía Đông trở lại Bán đảo Stanley. Lữ đoàn phía Đông đã thiết lập 3 tuyến phòng thủ: tuyến đầu tiên bao gồm các đơn vị của Trung đoàn 1 Middlesex, 3 đại đội của Súng trường Hoàng gia và một đại đội của HKVDC được hỗ trợ bởi một khẩu pháo 2-pounder; tuyến thứ hai tại Làng Stanley bao gồm 2 đại đội của Trung đoàn 1 Middlesex, một đại đội của HKVDC và đại đội Stanley của HKVDC được hỗ trợ bởi 2 khẩu pháo 18-pounder và 2-pounder; và tại Pháo đài Stanley là 2 khẩu đội pháo HKVDC và 2 khẩu đội Pháo binh Hoàng gia với 2 khẩu pháo 18-pounder, 2 khẩu pháo phòng thủ bờ biển 3,7 inch và 9,2 inch và 6 inch. Trên bờ biển phía bắc, các lực lượng của Lữ đoàn phía Tây đã phải vật lộn để giữ phòng tuyến từ Vịnh Causeway, qua Đồi Leighton, Thung lũng Happy và Núi Cameron xuống Đồi Bennett ở phía nam của hòn đảo. Vào giữa trưa, quân Nhật tấn công Núi Stanley và Đồi Sugarloaf được bảo vệ bởi các đơn vị của Súng trường Hoàng gia, sau khi đẩy lùi một số cuộc tấn công, do đạn dược thấp nên lực lượng bảo vệ phải rút lui. Người Nhật bắt đầu cuộc tấn công của họ vào sườn phía nam của Núi Cameron gây ra thương vong nghiêm trọng cho Đại đội B, Tiểu đoàn 2/14 Punjab, nhưng cuộc tấn công đã bị chặn lại bởi một cuộc phản công của Đại đội B, Tiểu đoàn 4/7 Rajputs. Ở phía bắc, sau cuộc bắn phá dữ dội từ pháo binh, quân Nhật đã vượt qua tuyến phòng thủ phía nam Đồi Leighton lúc 22:00, buộc lực lượng bảo vệ phải từ bỏ vị trí của họ và rút lui về phía tây để tránh bị bao vây.
Vào lúc 08:00 ngày 23, Tiểu đoàn 5/7 Rajputs đã rút lui bỏ lại các đơn vị của Trung đoàn 1 Middlesex trên Đồi Leighton bị cô lập và bị quân Nhật bắn phá bằng súng cối. Trong khi đó, lực lượng bảo vệ còn lại ở bờ bắc rút lui về phía tây đến Núi Gough. Cùng với các hồ chứa nước chính diện do quân Nhật kiểm soát và với thiệt hại đường ống do pháo binh gây ra, nguồn cung cấp nước sạch bắt đầu cạn kiệt.
Vào ngày 24, Súng trường Hoàng gia được rút về tuyến phòng thủ tại Stanley. Quân Nhật tấn công xuống Đường Tai Tam nhưng bị đẩy lùi. Một cuộc tấn công thứ hai bắt đầu lúc 21:00 được hỗ trợ bởi 3 xe tanket Type 94, hai trong số đó bị bắn hỏng bởi pháo 2-pounder. Tuyến phòng thủ bên ngoài bị phá vỡ và Đại đội 2 của HKVDC buộc phải quay trở lại Làng Stanley với tổn thất nặng nề. Vào nửa đêm, quân Nhật xâm nhập vào tuyến phòng thủ thứ hai và vào bệnh viện dã chiến tại Cao đẳng St. Stephen và trong vụ thảm sát tại Trường Cao đẳng St. Stephen, người Nhật đã tra tấn và giết chết một số lượng lớn thương bệnh binh, cùng với các nhân viên y tế. Ở bờ bắc, Trung đoàn 230 tiến qua Wanchai, gặp phải sức kháng cự từ Hạm đội Trung Quốc nhưng điều này sau đó sớm được khắc phục và trung đoàn tiến vào xưởng tàu. Ở Thung lũng Happy, tàn dư của Tiểu đoàn 5/7 Rajputs đã bị đẩy khỏi Trường đua ngựa Thung lũng Happy, ngoài Núi Parish và ra khỏi Chợ Wanchai.

### Hồng Kông thất thủ
Vào buổi sáng ngày Gíang sinh, Young thông báo cho Chan biết về ý định đầu hàng của mình. Chan có ý định đột phá và được giao quyền chỉ huy 5 tàu phóng lôi còn lại; 68 người, bao gồm Chan, Hsu, và David Mercer MacDougall đã được sơ tán thành công đến Vịnh Mirs, nơi họ liên lạc với Lực lượng du kích Quốc gia và được hộ tống đến Huệ Châu. Vì chiến công này, Chan đã được phong làm Chỉ huy Hiệp sĩ Danh dự của Huân chương Đế quốc Anh.
Đến chiều ngày 25 tháng 12 năm 1941, rõ ràng là sự kháng cự tiếp theo sẽ là vô ích và vào lúc 15:30, Thống đốc Young và Tướng Maltby đã quyết định đầu hàng trước Tướng Sakai tại sở chỉ huy của quân đội Nhật Bản được đặt tại tầng ba của Khách sạn Peninsula. Tại Stanley, Wallis từ chối đầu hàng mà không có mệnh lệnh bằng văn bản và điều này đã được viên chỉ huy nhận được vào lúc 02:30 ngày 26. Các túi bị cô lập thậm chí còn tồn tại lâu hơn, Kho Đạn dược Trung tâm (còn được gọi là "Hồng Kông thu nhỏ") đã đầu hàng vào ngày 27 tháng 12. Đây là lần đầu tiên một Thuộc địa Vương thất của Anh đầu hàng trước quân xâm lược. Lực lượng đồn trú đã phòng thủ trong 17 ngày. Ngày này được biết đến ở Hồng Kông là "Ngày Gíang sinh đen tối nhất trong lịch sử Hồng Kông".

## Kết quả

### Thương vong
Các bản báo cáo chính thức của Nhật Bản cho rằng có 675 người chết và 2,079 người bị thương; còn ước tính của phương Tây thì lên tới 1,895 người chết và 6,000 người thương vong nói chung. Thương vong của quân Đồng minh là 1,111 người chết, 1,167 người mất tích và 1,362 người bị thương (theo những nguồn khác nhau; các con số khác được đưa ra bao gồm 1,045 người chết, 1,068 người mất tích và 2,300 người bị thương, cũng như 1,560 người chết hoặc mất tích). Những người lính Đồng minh thiệt mạng, bao gồm cả lính Anh, Canada và Ấn Độ, cuối cùng đã được an táng tại Nghĩa trang Quân đội Sai Wan và Nghĩa trang Quân đội Stanley. Tổng số thương vong trong trận chiến của "Các cấp bậc khác của Ấn Độ" là 1,164 người trong tổng số 3,893 quân nhân từ Ấn Độ đã đồn trú tại Hồng Kông. Tiểu đoàn 5/7 Rajput hứng chịu tổn thất nặng nề nhất được ghi nhận trong số 6 trung đoàn chiến đấu trong trận Hồng Kông: 156 người chết trong chiến đấu hoặc tử thương, 113 người mất tích và 193 người bị thương. Tiểu đoàn 2/14 Punjab có 55 chết trong chiến đấu hoặc tử thương, 69 người mất tích và 161 người bị thương. Thương vong của Lực lượng C trong trận chiến là 23 sĩ quan và 267 cấp bậc khác tử trận hoặc tử thương, bao gồm 5 sĩ quan và 16 cấp bậc khác của sở chỉ huy lữ đoàn, 7 sĩ quan và 123 người của Súng trường Hoàng gia và 11 sĩ quan và 128 người của Lính ném tạc đạn Winnipeg. Lực lượng C cũng có 28 sĩ quan và 465 người bị thương. Một số người bị lính Nhật giết trong hoặc sau khi đầu hàng. Quân Nhật đã thực hiện một số hành động tàn bạo vào ngày 19 tháng 12, khi trạm cứu trợ tại Phái bộ Salesian gần Sau Ki Wan bị tràn ngập. Tổng cộng có 1,528 quân sĩ, chủ yếu là Khối Thịnh vượng chung (chủ yếu là lính Ấn và Canada), được chôn cất và tưởng niệm ở đó. Ngoài ra còn có mộ của các binh sĩ Đồng minh khác đã chết trong khu vực trong chiến tranh, bao gồm một số thuỷ thủ Hà Lan được chôn cất lại ở Hồng Kông sau chiến tranh.
Vào cuối tháng 2 năm 1942, chính phủ Nhật Bản tuyên bố rằng số lượng tù binh chiến tranh ở Hồng Kông là: 5,072 người Anh, 1.689 người Canada, 3.829 người Ấn Độ, còn những người khác là 357, tổng cộng là 10,947 người. Các tù binh này được chuyển đến các trại: 
- Trại Sham Shui Po
- Trại Argyle Street dành cho các sĩ quan
- Trại North Point chủ yếu dành cho người Canada và Hải quân Hoàng gia
- Trại Ma Tau Chung[73] chỉ dành cho người Ấn Độ
- Trại Yokohama tại Nhật Bản
- Trại Fukuoka tại Nhật Bản
- Trại Osaka tại Nhật Bản

Trong số những người Canada bị bắt trong trận chiến, 267 người sau đó đã chết trong các trại tù binh chiến tranh của Nhật Bản, chủ yếu là bị bỏ rơi và lạm dụng. Vào tháng 12 năm 2011, Toshiyuki Kato, Thứ trưởng Ngoại giao Nhật Bản, đã xin lỗi vì đã ngược đãi các cựu binh Canada trong Trận Hồng Kông.

Thường dân bị giam giữ tại Trại giam Stanley. Ban đầu, có 2,400 tù nhân mặc dù con số này đã giảm, bằng cách hồi hương trong chiến tranh. Những người bị giam giữ đã chết và bị quân Nhật hành quyết được chôn cất tại Nghĩa trang Quân đội Stanley.

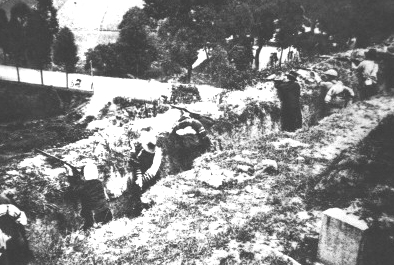
Du kích Đông Giang chiến đấu trong chiến hào

### Thảm sát và các tội ác chiến tranh
- Ba người bị bắt đã bị xử tử tại Vịnh Quarry, bao gồm một nữ giám sát cuộc không kích tên là Ada Baldwin, người đang ở trong Phòng ngừa Không kích (ARP) địa phương.
- Một binh nhì (John Payne) và một người Úc đã bị quân Nhật bắt ở Cửu Long vào ngày 12 tháng 12 và bị xử tử.
- Sau khi trạm y tế gần Sở chỉ huy Lữ đoàn phía Tây thất thủ, 10 người khiêng cáng của Trạm cứu thương St. John trong nhà đã thiệt mạng, cũng như một viên cảnh sát và một bác sĩ từ Quân y thuộc Quân đội Hoàng gia.
- 4 người thuộc Đại đội A, Lính ném lựu đạn Winnipeg đã bị đâm chết bởi lưỡi lê sau trận chiến tại Đài quan sát Jardine.[75] Một lính ném lựu đạn, Binh nhì Kilfoyle, đã bị giết trong cuộc hành quân bắt buộc đến North Point, theo lời của các nhân chứng.
- 4 người đã thiệt mạng trong cái gọi là "Hố đen của Hồng Kông", một lán trại lộn xộn tại Khẩu đội Phòng không Wongneichong, bao gồm hai sĩ quan Canada.
- Khoảng 30 thường dân thuộc các dân tộc khác nhau đã bị thảm sát tại Số 42 Đường Blue Pool vào ngày 22 tháng 12.[76]
- Trong vụ thảm sát tù binh tồi tệ nhất trong trận chiến, quân Nhật đã giết chết ít nhất 47 người sau khi đánh chiếm The Ridge tại Vịnh Repulse. Trong số những người thiệt mạng, có Thiếu tá Charles Sydney Clarke của Bộ Tư lệnh Trung Quốc, hai người thuộc Trung đoàn Duyên hải 12 và 20 Pháo binh Hoàng gia (RA), 6 người thuộc Quân đoàn Phục vụ Quân đội Hoàng gia (RASC) và 2 người thuộc Quân đoàn Phục vụ Quân đội Hoàng gia Canada (RCASC), 19 người thuộc Quân đoàn Ordnance Quân đội Hoàng gia (RAOC) và 3 người thuộc Quân đoàn Ordnance Quân đội Hoàng gia Canada (RCOC) và 14 người thuộc Đại đội RASC của HKVDC. Quân Nhật cũng đã hành quyết ít nhất 14 tù nhân tại Overbays, những người lính thuộc cùng đơn vị như tại The Ridge nhưng cũng bao gồm 3 người lính thuộc Đội Súng trường Hoàng gia Canada và một sĩ quan thuộc Trung đoàn Middlesex 1.[77] 7 người khác đã bị giết hại tại Eucliffe và 36 nạn nhân khác được biết đến không thể được đặt chính xác tại một trong ba địa điểm (Ridge, Overbays, Eucliffe). Ride, người đã có mặt tại cuộc đầu hàng, tuyên bố sau đó rằng anh ta nhìn thấy 50 thi thể nằm bên đường, bao gồm 6 người thuộc Trung đoàn Middlesex trong số họ. Những người này có thể là một số người thuộc Trung đoàn Trung Quốc Hồng Kông.[78][79] Theo báo cáo của Ủy ban Nghĩa trang Chiến tranh Khối Thịnh vượng chung cũng nói rằng 5 người thuộc Không quân Hoàng gia đã mất tích gần The Ridge vào ngày 20 tháng 12, có thể bị bắt hoặc thiệt mạng.
- 6 người thuộc Trung đoàn Middlesex đã thiệt mạng khi bảo vện PB 14 tại Deepwater Bay Ride (Lyon Light).

Hầu hết trong số họ đã bị giết sau khi bị bắt thông qua hình thức chặt đầu. Có ít nhất 6 sĩ quan và một số người khác đã thiệt mạng sau khi bị bắt tại Phái bộ Maryknoll. 4 người thuộc Trung đoàn Duyên hải 8 RA cũng có thể đã bị giết tại đây; ước tính số lượng người bị sát hại thay đổi từ 11 đến 16.
- 12 y tá đã bị hãm hiếp tại bệnh viện cấp cứu tại trường đua ngựa Thung lũng Happy vào ngày 25 tháng 12.[81]
- Ước tính có khoảng 10,000 người dân Hồng Kông đã bị hành quyết, trong khi nhiều người khác bị tra tấn, hãm hiếp hoặc bị cắt xẻo.[82]

### Những diễn biến tiếp theo
Bài chi tiết: Nhật Bản chiếm đóng Hồng Kông
Xem thêm: Nhóm Viện trợ Quân đội Anh và Đại đội Tình nguyện Hồng Kông
Isogai Rensuke trở thành vị Thống đốc Nhật Bản đầu tiên của Hồng Kông. Điều này mở ra thời kỳ thống trị 3 năm 8 tháng tại Hồng Kông.
Sư đoàn Bộ binh 38 rời khỏi Hồng Kông vào tháng 1 năm 1942. Lực lượng Phòng vệ Hồng Kông được thành lập trong tháng đó, và là đơn vị quân đội chủ lực của Nhật Bản tại Hồng Kông trong suốt thời gian chiếm đóng.
Trong hơn 3 năm rưỡi bị quân Nhật chiếm đóng, ước tính có khoảng 10,000 thường dân Hồng Kông đã bị xử tử, trong khi nhiều người khác bị tra tấn, hãm hiếp hoặc tùng xẻo. Những người dân địa phương ở vùng nông thôn Tân Giới, sự pha trộn Hakka, Quảng Đông và các nhóm người Hán khác, đã tiến hành cuộc chiến tranh du kích với những thành công hạn chế. Các nhóm kháng chiến được gọi là lực lượng Gangjiu và Đông Giang. Quân Nhật đã tiến hành càn quét một số ngôi làng để trả thù; du kích đã chiến đấu cho đến khi ách thống trị của người Nhật tại Hồng Kông kết thúc. Tướng Takashi Sakai, người đã chỉ huy cuộc xâm lược Hồng Kông và từng là Thống đốc Hồng Kông một thời gian, đã bị xét xử vì các tội ác chiến tranh và bị xử bắn vào năm 1946.

### Vinh danh
Các tiểu đoàn từ cả hai trung đoàn Ấn Độ đã được trao tặng Chiến đấu Danh dự để bảo vệ Hồng Kông. Trong bài viết của mình, Thiếu tướng C. M. Maltby, đã viết về những hành vi của quân đội dưới sự chỉ huy của ông ở Hồng Kông và đề cập đến Trung đoàn 5/7 Rajput: "Tiểu đoàn này đã chiến đấu tốt trên đất liền và việc đấy lùi cuộc tấn công của kẻ địch vào Đỉnh Quỷ đã hoàn toàn thành công. Toàn bộ lực lượng của cuộc tấn công ban đầu của kẻ thù vào hòn đảo đã đánh ngã tiểu đoàn này và họ đã chiến đấu dũng cảm cho đến khi họ phải hứng chịu thương vong nặng nề (100% Sĩ quan Anh và hầu hết các Sĩ quan cao cấp Ấn Độ bị thương vong) và bị vượt qua".
- Gander là một chú chó Newfoundland đã được truy tặng Huy chương Dickin, là "Chữ thập Victoria của động vật", vào năm 2000 cho những hành động của mình trong Thế chiến 2, giải thưởng vinh danh đầu tiên như vậy sau hơn 50 năm. Chú chó này đã nhặt một quả lựu đạn được ném bởi quân Nhật và lao về phía kẻ thù, chú chó này sau đó đã hi sinh để cứu sống một số binh sĩ Canada bị thương.
- Đại tá Lance Newnham, Đại uý Douglas Ford và Trung uý Không quân Hector Bertram Gray đã được trao tặng Huân chương Chữ thập George vì sự dũng cảm mà họ đã thể hiện trong việc chống lại sự tra tấn của Nhật Bản sau trận chiến. Những người này đã bị bắt và đang lên kế hoạch cho một cuộc đào tẩu hàng loạt của quân Anh. Kế hoạch của họ bị phát hiện nhưng họ từ chối tiết lộ thông tin dưới sự tra tấn và cuối cùng bị xử bắn.[87]
- Đại uý Mateen Ansari thuộc Tiểu đoàn 5/7 Rajput đã được trao tặng Huân chương Chữ thập George "vì sự dũng cảm dễ thấy nhất trong việc thực hiện công việc nguy hiểm một cách rất dũng cảm". Bất chấp nhiều nỗ lực của người Nhật để khiến anh ta từ bỏ lòng trung thành với người Anh và hỗ trợ họ lan truyền việc từ bỏ lòng trung thành với người Anh trong hàng ngũ lính Ấn được giam giữ trong các trại tù binh của Nhật Bản (sau khi Thuộc địa thất thủ), mọi nỗ lực đều thất bại. Ansari đã bị tra tấn và bỏ đói trong hơn 5 tháng trước trước khi bị kết án tử hình. Ông bị xử tử bằng hình thức chặt đầu vào ngày 20 tháng 10 năm 1943.[88]

## Tưởng niệm
Đài tưởng niệm ở miền Trung kỷ niệm sự phòng thủ cũng như những người chết trong chiến tranh từ Thế chiến 1. Chiếc khiên trong Biểu tượng thuộc địa của Hồng Kông được cấp vào năm 1959, có thiết kế chiến đấu để kỷ niệm việc bảo vệ Hồng Kông trong Thế chiến 2. Huy hiệu này đã được áp dụng cho đến năm 1997, khi nó được thay thế bằng biểu tượng khu vực. Sau chiến tranh, Pháo đài Lei Yue Mun trở thành nơi huấn luyện của Quân đội Anh cho đến năm 1987, khi nó bị bỏ trống. Theo quan điểm về ý nghĩa lịch sử và các đặc điểm kiến trúc độc đáo của nó, Hội đồng Đô thị trước đây đã quyết định vào năm 1993 để bảo tồn và phát triển pháo đài thành Bảo tàng Phòng thủ Bờ biển Hồng Kông.
Khu vườn tưởng niệm tại Toà thị chính Hồng Kông để tưởng niệm những người đã chết ở Hồng Kông trong Thế chiến 2.